# Weissdomän

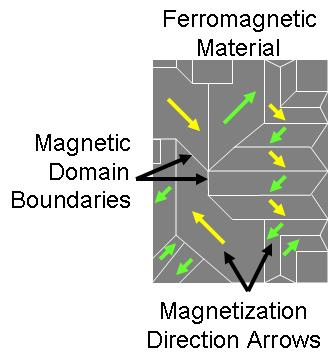
Ett omagnetiserat ämnes magnetiska struktur

Weissdomäner är områden i kristaller som har samma orientering av ett magnetiskt eller elektriskt dipolmoment. De är uppkallade efter den franska fysikern Pierre-Ernest Weiss (1865–1940).
Ferroelektriska och ferromagnetiska materials egenskaper brukar beskrivas med hjälp av dessa Weissdomäner. 